# Лоск (Минская область)
Лоск (бел. Лоск) — деревня в Воложинском районе Минской области Белоруссии. В составе Городьковского сельсовета. Население 118 человека (2019).

## География
Лоск находится в 26 км от Воложина, в 100 км от Минска и в 7 км от станции Воложин.
Лоск располагается на границе Минской и Гродненской областей и Воложинского, Сморгонского и Молодечненского районов.
Через Лоск протекает река Буянка, приток Березины.

## Транспорт
Через Лоск проходит автомобильная дорога Воложин — Лоск. Действуют автобусные маршруты Воложин — Лоск, Молодечно — Лоск. В семи километрах от Лоска, на линии Молодечно-Лида, расположена железнодорожная станция Воложин (агрогородок Городьки).

## История
Поселение под названием Лошеск известно с XIV века. Именно под этим именем оно упомянуто в списке русских городов дальних и ближних.
В XIV—XVIII веках в Лоске существовал Лосский замок, деревянное оборонительное сооружение из 10 трёхъярусных башен, соединённых стенами-городнями. Внутри него располагались два дворца.
Ему не менее 600 лет. Уже в первых письменных криницах, которые относятся к XIV веку, о Лоске говорится как об известном, хорошо укреплённом поселении. А со второй половины XV столетия, как отмечают историки, Лосскую возвышенность уже венчала корона зубчатых стен.
С 1494 года Лосским замком владеют Кишки. Сначала Пётра Кишка – полоцкий воевода, а после его брат Ян Кишка, каштолян Виленский, не менее известный в пределах Литвы и Беларуси как сторонник и пропагандист реформации.
В 1570 году Ян Кишка основал в Лосском замке типографию, которая просуществовала до конца XVI столетия. Именно в этой типографии были напечатаны книги Симона Будного и других просветителей того времени.
Чеслав Янковский в книге «Повет Ошмянский», изданной в 1897 году, писал, что Ян Кишка являлся главой литовский бояр, имел 400 имений и 70 местечек. Министром у него был Симон Будный, белорусский просветитель и философ.
Как отмечается в Белорусской Советской Энциклопедии, Симон Будный был белорусским гуманистом, реформационным деятелем и просветителем, философом, социологом и историком. Вместе с ним в Лоске издавал свои произведения мыслитель-гуманист, писатель и поэт Лициний Намысловский.
В Лоске Симон Будный напечатал свой перевод Нового Завета, дополнив предисловием. В 1574 здесь изданы его произведения «О двух сутях Христа», «Против крещения детей», «Короткое доказательство, что Христос не является таким же Богом, как отец» и другие. После того, как в 1582 году на соборе в Лукловицах духовенство под угрозой сурового наказания окончательно запретило Будному заниматься пропагандой реформистских идей, известия о его деятельности обрываются. Есть мнение, что и последние годы своей жизни Симон Будный провёл в Лоске и умер здесь в конце XVI столетия.
В 1639 году Лоск был подарен Виленскому кафедральному костёлу.
С конца XVI века Лоск имеет статус местечка.
В результате второго раздела Речи Посполитой (1793 год) Лоск оказался в составе Российской империи. В XIX веке в Ошмянском уезде Виленской губернии. Во время Отечественной войны 1812 года деревня была сожжена. Во время Первой мировой войны деревня была вновь сожжена. Фронт проходил всего в 10 км от Лоска — в деревне Крево.
Согласно Рижскому мирному договору (1921) Лоск оказался в составе межвоенной Польской Республики, с 1939 года — в БССР, с 15 января 1940 года в Воложинском районе Барановичской области, с 1944 года — Молодечненской области, с 1960 года — Минской области. В 1940-1954 гг. центр Лоссковского сельсовета.
В 1949 году крестьяне объединились в колхоз, который с течением времени стал одним из лучших в районе. Здесь жила одна из первых женщин в Воложинском районе, которая получила высокое и почётное звание Героя Социалистического Труда – Елизавета Трофимовна Володкевич.

## Население
- 2019 — 118 человек

## Инфраструктура
До 2006 года в Лоске были школа, библиотека, клуб. В 2011 году закрылся магазин. Не работает почтовое отделение с 2014 года.

## Достопримечательности
- Замковая гора (городище), где располагался Лосский замок
- Костёл Святого Сердца Иисуса. Деревянный, построен в 1930 году. В настоящее время здание заброшено. Рядом с храмом деревянное здание плебании
- Православная церковь Святого Георгия. Построена в 1856 году

Городище и оба храма включены в Государственный список историко-культурных ценностей Республики Беларусь
- Святой источник и купель, освящённые в честь Святого Пантелеймона Целителя митрополитом Филаретом. Источник существует более 80 лет, купель построена в 90-е годы усилиями православного священника отца Геннадия (Михеткина) и прихожанами Свято-Георгиевской церкви

#### Памятник, скульптура
- Мемориальная доска и школьный музей в честь Симона Будного и типографии XVI века
- Памятник в честь погибших солдат Великой Отечественной войны

## Галерея

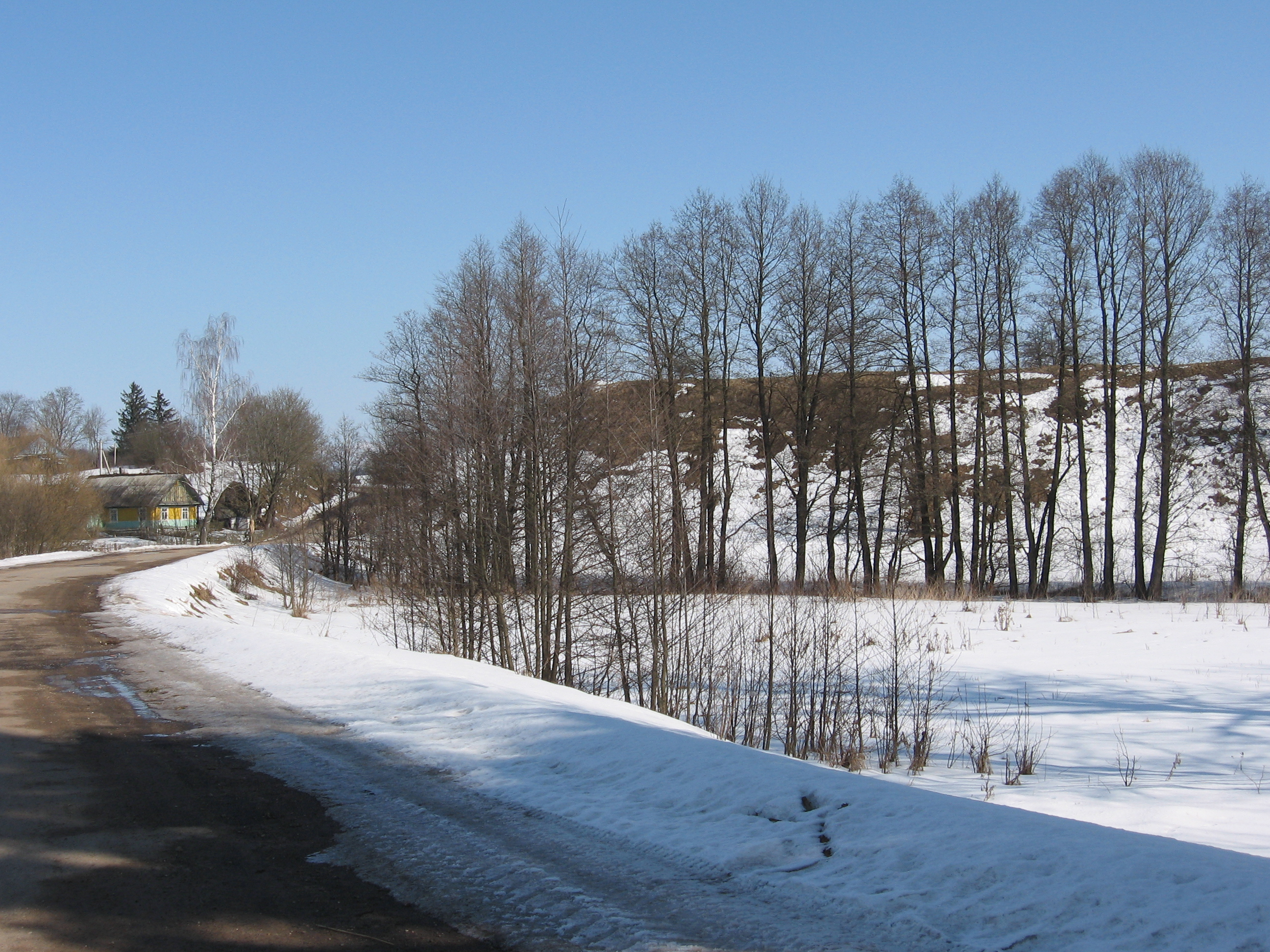
Городище Лосского замка
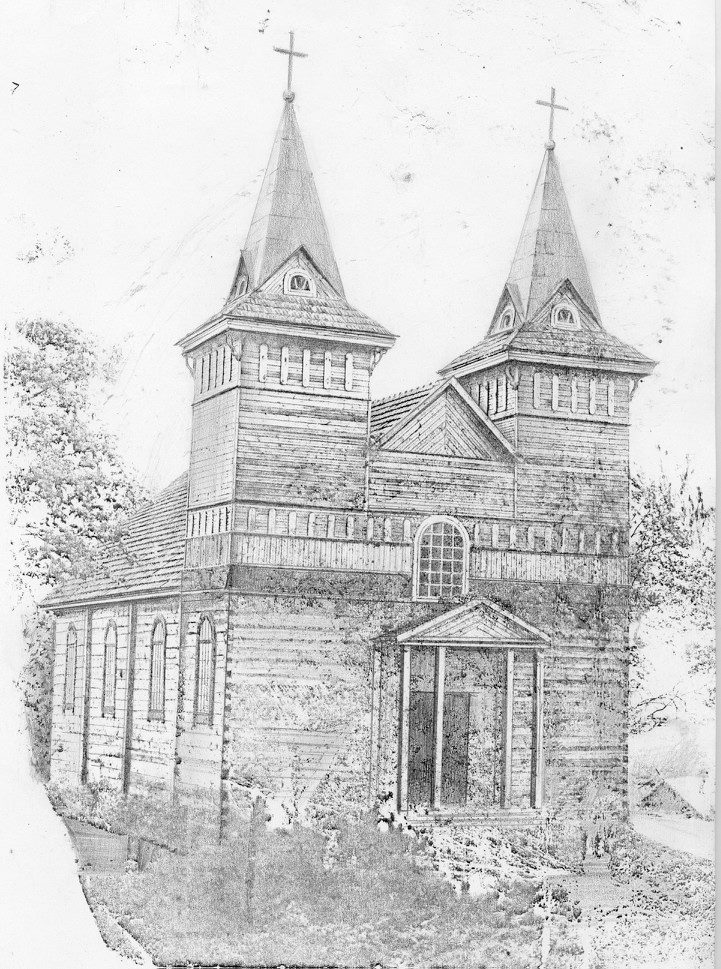
Католический храм Святого Сердца на рисунке 1930 года
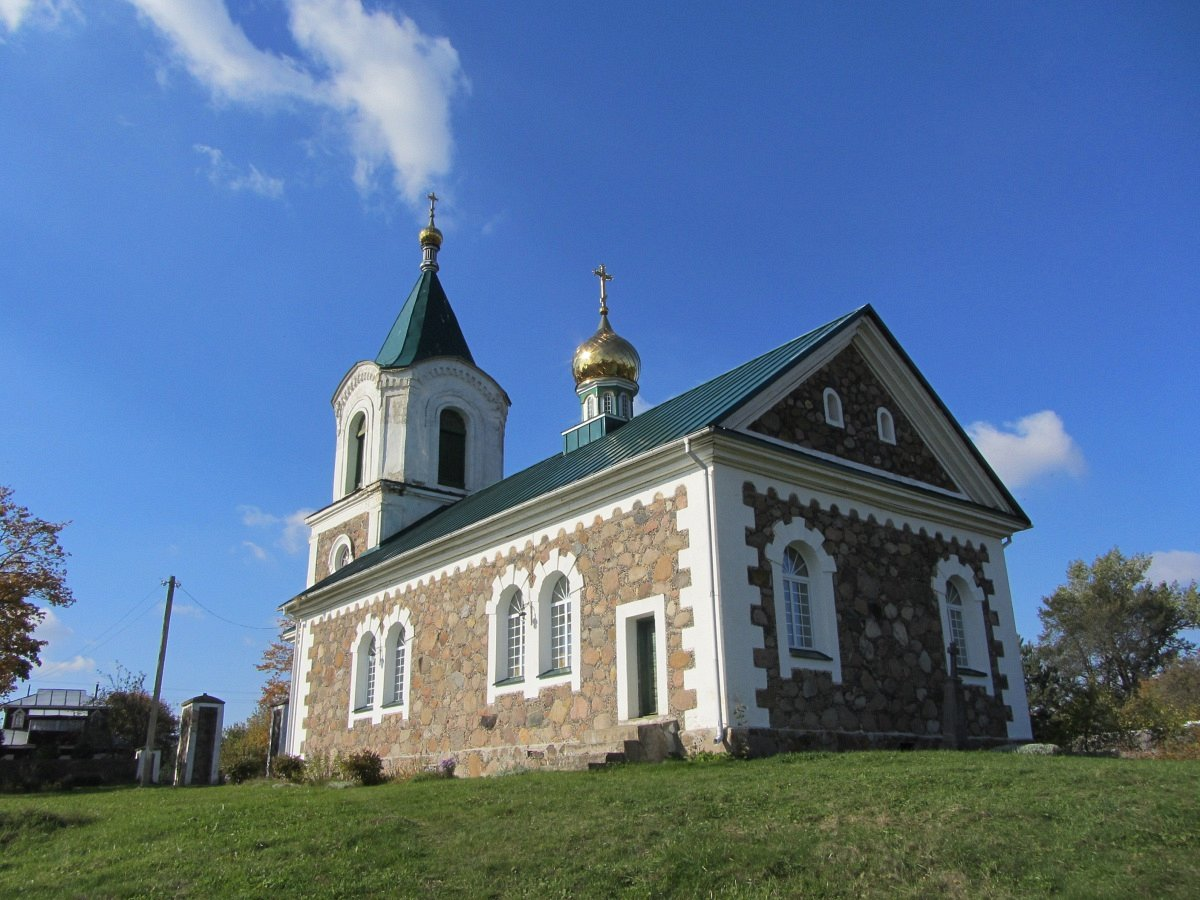
Церковь св. Георгия